# Елізабет Депардьє
Елізабе́т Ґіньо, у шлюбі Депардьє́ (фр. Élisabeth Depardieu; нар. 5 серпня 1940, Париж) — французька акторка. 

## Біографія
Елізабет Ґіньо народилася в Парижі, походить з давнього аристократичного роду. Була студенткою Жана-Лорана Коше разом з Жераром Депардьє. Одружилася з Депардьє 11 квітня, 1970 р., у шлюбі народила двох дітей — Гійом і Жулі. Знялася з ним в таких фільмах, як Тартюф (1984), Жан де Флоретт (1986), Хлопчисько (1995). У 1996 розлучилася з Депардьє.

## Фільмографія
- Ceci est mon corps
- Innocent
- Les Aveux de l'innocent
- Le Garçu
- Jean de Florette
- Manon des sources
- On ne meurt que deux fois
- Le Tartuffe